# Kepler-37 e
Kepler-37 e est une exoplanète en orbite autour de l'étoile Kepler-37 dans la constellation de la Lyre.
Son statut de planète du système planétaire Kepler-37 a été confirmé le 29 mai 2014.
Elle est la quatrième planète de ce système qui comprend Kepler-37 b, Kepler-37 c et Kepler-37 d.